# The vulture and the little girl
The vulture and the little girl (El buitre y la niñita), también conocida como "The Struggling Girl", es una famosa fotografía de Kevin Carter que apareció por primera vez en The New York Times el 26 de marzo de 1993. En la imagen se ve a un frágil niño afectado por la hambruna, que inicialmente se creyó se trataba de una niña, desmayado en primer plano con un buitre mirándolo desde cerca. Según los informes, el niño intentaba llegar a un centro de alimentación de las Naciones Unidas aproximadamente a media milla de distancia en Ayod, Sudán (ahora Sudán del Sur), en marzo de 1993. La imagen ganó el Premio Pulitzer como fotografía de largometraje en 1994. Carter se suicidó cuatro meses después de ganar el premio.

## Antecedentes
El Triángulo del Hambre, un nombre que las organizaciones de socorro utilizaron en la década de 1990 para el área definida por las comunidades del sur de Sudán, Kongor, Ayod y Waat, dependía de la UNESCO y otras organizaciones de ayuda para combatir la hambruna. Cuarenta por ciento de los niños del área menores de 5 años estaban desnutridos a partir de enero de 1993, y se estima que entre 10 y 13 adultos murieron de hambre diariamente solo en Ayod. Para crear conciencia sobre la situación, Operation Lifeline Sudan invitó a fotoperiodistas y otros, previamente excluidos de ingresar al país, para informar sobre las condiciones. En marzo de 1993, el gobierno comenzó a otorgar visas a periodistas para una estadía de 24 horas con severas restricciones en sus viajes dentro del país, incluida la supervisión del gobierno en todo momento.

## Invitación de la ONU a la Operación Lifeline Sudán
En marzo de 1993, Robert Hadley, exfotógrafo y en ese momento oficial de información de la Operación Lifeline Sudán de la ONU, le ofreció a João Silva y Carter viajar a Sudán e informar sobre la hambruna en el sur de Sudán. Fue una oferta para ir con los rebeldes. Silva vio esto como una oportunidad para trabajar más como fotógrafo de guerra en el futuro. Comenzó los arreglos y consiguió asignaciones para los gastos del viaje. Silva le contó a Carter sobre la oferta y él también estaba interesado en ir. Carter lo vio como una oportunidad para solucionar algunos problemas "él se sintió atrapado". Tomar fotos en Sudán fue una oportunidad para una mejor carrera como freelance y para "salir de la pipa blanca". "Kevin estaba high, motivado y entusiasmado con el viaje", escribió Marinovich en el libro. Para pagar el viaje, Carter obtuvo algo de dinero de Associated Press y otros, pero necesitaba pedir prestado dinero a Marinovich, para compromisos también en casa. Carter y Silva desconocían todo el tiempo que la Operación Lifeline Sudán de la ONU tenía "grandes dificultades para asegurar la financiación del panqueque de Sudán", explica Marinovich. Escribió además: "La ONU esperaba publicar la hambruna ... Sin publicidad para mostrar la necesidad, fue difícil para las organizaciones de ayuda mantener la financiación". Sobre las diferencias políticas y la lucha "João y Kevin no sabían nada de esto, solo querían entrar y tomar fotos". 

### Espera en Nairobi
Silva y Carter se habían preparado cuidadosamente para el viaje. Se detuvieron en Nairobi camino a Sudán. La nueva lucha en Sudán los obligó a esperar en Nairobi durante un período de tiempo no especificado. Mientras tanto, Carter volaba con la ONU durante un día a Juba, al sur de Sudán, para tomar fotos de una barcaza, con ayuda alimentaria para la región. Pronto la situación cambió de nuevo. La ONU recibió permiso de un grupo rebelde para llevar ayuda alimentaria a Ayod. También Rob Hadley estaba volando en un avión ligero de la ONU e invitó a Silva y Carter a volar con él a Ayod.

### En Ayod
Al día siguiente, su avioneta aterrizó en la pequeña aldea de Ayod con el avión de carga aterrizando poco después. Los residentes de la aldea habían sido atendidos por la estación de ayuda de la ONU durante algún tiempo. Greg Marinovich y João Silva describieron eso en el libro The Bang Bang Club, Capítulo 10 "Moscas y gente hambrienta". El niño ya estaba siendo cuidado antes de que Kevin Carter y João Silva aterrizaran allí y Carter tomara su famosa foto. Marinovich escribió que los aldeanos estaban esperando al lado de la pista para obtener la comida lo más rápido posible: "Las madres que se habían unido a la multitud esperando comida dejaron a sus hijos en el arenoso terreno cercano". Silva y Carter se separaron para tomar fotos de niños y adultos, tanto vivos como muertos, todas víctimas de la catastrófica hambruna que había surgido durante la guerra. Carter se acercó varias veces a Silva para contarle sobre la impactante situación que acababa de fotografiar. Ser testigo de la hambruna lo afectó emocionalmente. Silva estaba buscando soldados rebeldes que pudieran llevarlo a alguien con autoridad y cuando encontró a algunos soldados, Carter se unió a él. Los soldados no hablaban inglés, pero uno estaba interesado en el reloj de Carter, él obsequió su reloj de pulsera barato a aquel soldado. Los soldados se convirtieron en sus guardaespaldas y los siguieron para su protección.
Para quedarse una semana con los rebeldes necesitaban el permiso de un comandante rebelde. Su avión debía partir en una hora y sin el permiso para quedarse se verían obligados a partir. Nuevamente se separaron y Silva fue al complejo de la clínica para preguntar por el comandante rebelde y le dijeron que el comandante estaba en Kongor, Sudán del Sur. Esto fue para Silva una buena noticia, ya que "su pequeño avión de la ONU se dirigía allí después". Salió de la clínica y regresó a la pista, tomando fotos de niños y personas. Se encontró con un niño acostado boca abajo bajo el sol ardiente: tomó una foto.
Carter vio a Silva en la pista y le dijo: "¡No vas a creer lo que acabo de fotografiar! ... Estaba fotografiando a esta niña de rodillas, y luego cambié mi ángulo, ¡y de repente había un buitre justo detrás de ella! ... ¡Y seguí disparando, filmé muchas imágenes!. Silva le preguntó dónde tomó la foto y también estuvo mirando alrededor para tomar una. Carter señaló un lugar a 50 m (160 pies) de distancia. Luego le dijo que había ahuyentado al buitre. Le dijo que estaba sorprendido por la situación que acababa de fotografiar, diciendo: "Veo todo esto, y todo lo que puedo pensar es en Megan", su pequeña hija. Unos minutos más tarde partían de Ayod a Kongor.
En 2011, el padre de la supuesta niña reveló que en realidad se trataba de un niño, llamado Kong Nyong, y que había sido atendido por la estación de ayuda alimentaria de la ONU. Nyong había muerto cuatro años antes, en 2007, de "fiebres", según su familia.

## Publicación y reacción pública
En marzo de 1993, The New York Times buscaba una imagen para ilustrar una historia de Donatella Lorch sobre Sudán. Nancy Buirski, editora de fotos del periódico en el extranjero, llamó a Marinovich, quien le contó sobre "una imagen de un buitre acechando a un niño hambriento que se había derrumbado en la arena". La foto de Carter se publicó en la edición del 26 de marzo de 1993. El pie de foto decía: "Una niña, debilitada por el hambre, se derrumbó recientemente a lo largo del camino hacia un centro de alimentación en Ayod. Cerca, un buitre esperaba".
Esta primera publicación en The New York Times "causó sensación", escribió Marinovich, y agregó: "Estaba siendo utilizada en carteles para recaudar fondos para la organización de ayuda. Publicaciones y revistas de todo el mundo la habían publicado, y la reacción pública inmediata fue: enviar dinero a cualquier organización humanitaria que haya operado en Sudán".

### Especial editorial
Debido a la reacción pública y preguntas sobre la condición de la niña, The New York Times publicó un especial  editorial en su edición del 30 de marzo de 1993, en la que el editor dijo, en parte, "Una foto el viernes pasado con un artículo sobre Sudán mostró a una niña sudanesa que se había derrumbado de hambre en el camino hacia un centro de alimentación en Ayod. Un buitre acechaba detrás de ella. Muchos lectores han preguntado sobre el destino de la niña.

## Premios
- Premio Pulitzer de fotografía de largometraje (1994)[20][21]

- Imagen del año por The American Magazine'[22]

## Secuelas
Cuatro meses después de recibir el Premio Pulitzer, Carter se suicidó por envenenamiento con monóxido de carbono el 27 de julio de 1994, a los 33 años. Desmond Tutu, Arzobispo Emérito de Ciudad del Cabo, Sudáfrica, escribió sobre Carter: "Y sabemos un poco sobre el costo de estar traumatizado que llevó a algunos al suicidio, que, sí, estas personas eran seres humanos que operaban en las condiciones más exigentes".